# Frido Grelle
Frido Grelle (* 12. April 1866 in Hannover; † 13. August 1939 in Bad Elster) war ein deutscher Theaterschauspieler und Theaterintendant.

## Leben und Wirken
Grelle war lange Zeit Ensemblemitglied am Hoftheater in Meiningen und war von 1900 bis 1924 Direktor des Stadttheaters Zwickau. Er erhielt den Titel Theaterintendant und wurde Königlich-Sächsischer Kammerrat. Seinen Ruhestand verbrachte er in Plauen im Vogtland. Zu seinen bedeutendsten Stücken zählt Die Neuberin über die Schauspielerin Caroline Neuber.
Er starb während eines Kuraufenthaltes am 13. August 1939 in Bad Elster.

## Werke (Auswahl)
- Die Neuberin, o. J.
- Ahasver, der ewige Kampf! Dramatische Dichtung in 3 Akten. Zwickau 1918.
- Der Rabbi von Nazareth. Zwickau [1919].

## Ehrungen
In Zwickau wurde eine Straße nach ihm benannt.